# Charles Chesnelong
Pour les articles homonymes, voir Charles Chesnelong (écrivain) et Chesnelong.
Charles Chesnelong, né le 14 avril 1820 à Orthez et mort le 22 juillet 1899 dans la même  ville, est un homme politique français comme député et sénateur, un des chefs du parti légitimiste, et connu notamment pour ses démarches auprès du « comte de Chambord ».

## Biographie
Pierre-Charles Chesnelong, qui ne se servit usuellement que de son second prénom, fait ses études à Paris après une scolarité brillante au lycée impérial de Pau. S'il souhaite présenter le concours de l'École polytechnique, il cède au vœu de sa mère de le voir rester à Orthez prendre la suite des affaires familiales : il prendra alors la direction de la société de négoce de draperie héritée de son père, Jean Chesnelong. Celui-ci est marié depuis le 18 novembre 1813 à Marie Célestine Laborde, de Salies-de-Béarn. Son père, Philippe Chesnelong, planteur en Martinique né vers 1750 à Saint-Domingue, fut le premier maire de Lagor, jusqu'en 1795 où il meurt en haute mer en tentant de sauver son capital à la suite des révoltes de 1790. Il eut trois filles et un fils, Jean Chesnelong, de son mariage en 1768 avec sa cousine germaine Jeanne de Seignor. 
Se déclarant républicain, il est membre du conseil général des Basses-Pyrénées en 1852, élu dans le canton de Salies, et maire d’Orthez en 1855 jusqu'à sa démission le 6 septembre 1870 à la suite de la chute de l'Empire. Il se rallie au régime impérial; candidat officiel aux élections législatives, il est élu député le 4 novembre 1865 et défend le pouvoir temporel du Pape ainsi que la Loi Niel en 1868. Il est réélu en 1869 sous l'étiquette de "conservateur libéral".
Il ne se représente qu’à l’élection partielle en 1872 en remplacement de l’amiral Jauréguiberry, nommé à la tête de la préfecture maritime de Toulon. Il devient alors un des chefs du parti légitimiste.
Les bureaux des groupes de la majorité royaliste nomment en octobre 1873 une commission de neuf membres, pour arrêter une position qui doit être présentée au « comte de Chambord », en vue de la restauration de la royauté. Charles Chesnelong, qui appartient à cette commission, se rend en octobre à Salzbourg pour présenter ce programme au « comte de Chambord ». De retour en France le 18, il explique que le « comte de Chambord » accepte le projet de constitution, et qu'un accord a été trouvé sur la question du drapeau. Mais le 27 octobre 1873, L’Union publie une lettre ouverte du « comte de Chambord » qui réitère son attachement au drapeau blanc et son refus de tout compromis.

Commission des Trente dont fait partie Chesnelong.

Le 20 novembre 1873, également membre de la Commission des Trente, Chesnelong vote pour le Septennat. Il se consacre alors à la défense de la liberté de l’enseignement, la création d’une Université catholique et combat l’amendement Wallon. Il anime des cercles ouvriers et défend le repos dominical.
Il gagne les élections de février 1876 mais est invalidé comme beaucoup de conservateurs en France à la suite d'accusations de la part des Républicains qui affirment que le clergé a fait pression sur l'électorat de l'arrondissement. Il est finalement battu de peu en mai par Louis Vignancour, candidat "républicain conservateur". Il est finalement élu le 24 novembre suivant sénateur à vie. Il lutte contre la laïcisation de l’enseignement, contre les lois Ferry mais défend la liberté de la presse.
En juillet 1886, il s’élève contre la radiation des princes d’Orléans de l’armée par le général Boulanger. 
Il reste sénateur jusqu’à son décès en 1899.
Il est le père de Mgr Émile Chesnelong, du bâtonnier Pierre Chesnelong et du juriste Joseph Chesnelong, ainsi que le grand-père de Charles Chesnelong et le beau-père du doyen Deloume.

## Décoration
- Chevalier de la Légion d’honneur en 1856 ; officier le 4 août 1867[1].

## Œuvres

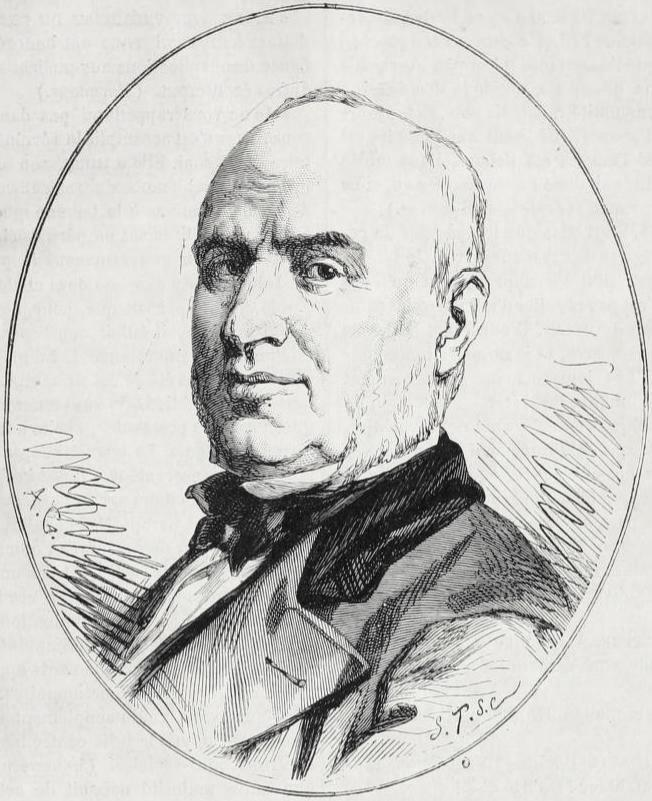
Portrait de Chesnelong.

- Discours sur la devise de l'école de Sorèze : "Religioni, scientiis, artibus, armis", prononcé dans une séance littéraire de cette école, le 4 avril 1872, par M. Charles Chesnelong, Paris, C. Douniol, 1872, 24 p.

- Charles Chesnelong, L'Action sociale du christianisme, 1877

- Charles Chesnelong, Les Comités catholiques et la défense religieuse, 1877

- Charles Chesnelong, L'Education chrétienne et l'école sans Dieu, 1879

- Charles Chesnelong,, Les décrets du 29 mars et les devoirs des catholiques, 1880

- Charles Chesnelong, La liberté de l'Eglise et la laïcisation, 1883

- Charles Chesnelong, La séparation de l'Eglise et de l'Etat, 1884

- Charles Chesnelong, Le budget des cultes, 1885

- Charles Chesnelong, Des rapports de la papauté et du travail, 1887

- Charles Chesnelong, La question sociale à l'assemblée des catholiques, 1887

- Charles Chesnelong, Jeanne d'Arc et la vocation chrétienne de la France, 1894

- Charles Chesnelong, Un témoignage sur un point d'histoire La campagne monarchique d'octobre 1873, Paris, E. Plon, Nourrit et Cie, 1895, 555 p.

- Allocution prononcée à l'assemblée générale de la Société d'éducation et d'enseignement, le 28 mai 1897, par M. Charles Chesnelong [...], Paris, Impr. de F. Levé, 1897, 20 p.

- Charles Chesnelong, Les derniers jours de l'Empire et le gouvernement de M. Thiers. Mémoires publiés par son petit-fils, Evreux, Hérissey, Paris, Perrin, 1932, II-243 p.

- Charles Chesnelong, L'Avènement de la République, 1873-1875. Mémoires publiés par son petit-fils. [Introduction de Charles Chesnelong, petit-fils.], Bordeaux, Imprimerie R. Samie ; Paris, Perrin, 1934, XVI-250 p.

- Charles Chesnelong, Rome, quarante illustrations de Robert Cami, Paris, Librairie des Champs-Élysées, 1939.

### Sources bibliographiques
- M. de Marcey, Charles Chesnelong, son histoire et celle de son temps (1860-1899), Lyon, E. Vitte, 1908, XII-404 p., 336 p., 338-681 p.
- C. de Kirwan, Charles Chesnelong. Son rôle sous le second empire et les régimes qui ont suivi, Paris, Sueur-Charruey, s.d., 40 p.
- Auguste Laveille, Chesnelong sa vie, son action politique et parlementaire 1820-1899, Paris, P. Lethielleux, 1913, XVI-631 p.
- Jean-Marie Mayeur, « Chesnelong Pierre Charles 1820-1899 », dans Jean-Marie Mayeur et Alain Corbin (dir.), Les immortels du Sénat, 1875-1918 : les cent seize inamovibles de la Troisième République, Paris, Publications de la Sorbonne, coll. « Histoire de la France aux XIXe et XXe siècles » (no 37), 1995, 512 p. (ISBN 2-85944-273-1, lire en ligne), p. 273-276.
- « Charles Chesnelong », dans Adolphe Robert et Gaston Cougny, Dictionnaire des parlementaires français, Edgar Bourloton, 1889-1891 [détail de l’édition] [texte sur Sycomore].
- « Charles Chesnelong », dans le Dictionnaire des parlementaires français (1889-1940), sous la direction de Jean Jolly, PUF, 1960 [détail de l’édition] [texte sur Sycomore].